# Bradypus
I bradipi tridattili, il cui nome scientifico è costruito a partire dal greco antico: βραδύς?, bradýs ("lento") e πούς, poús ("piede"), quindi «piede lento» (in riferimento alle loro caratteristiche di movimento), sono gli unici membri del genere Bradypus e della famiglia Bradypodidae. I loro parenti più prossimi sono i bradipi didattili, coi quali condividono gran parte dell'habitat.
Hanno abitudini solitarie e dormono circa 16-18 ore al giorno. In natura vivono in media 11-12 anni.

## Biologia
I maschi vivono per tutta la vita su un unico albero, le femmine si muovono di albero in albero una volta che il loro cucciolo raggiunge la maturità sessuale, lasciando il loro vecchio albero al figlio.
La pelliccia del bradipo, già da poche settimane di vita, è colonizzata da alghe simbiotiche appartenenti a vari phyla (Chlorophyta, Chrysophyta e Rhodophyta). Questo a causa dell'elevata umidità dell'ambiente in cui vive. Inoltre all'interno della pelliccia trovano ospitalità molti artropodi come coleotteri e falene.
Famoso per la sua lentezza, il bradipo si muove ad una velocità massima di circa 67 mm/s (0,24 km/h). In acqua, al contrario, il bradipo risulta essere un ottimo nuotatore.
I bradipi (didattili e tridattili) sono gli unici mammiferi, oltre ai lamantini, ad avere un numero di vertebre cervicali diverso da sette, variando da sei a nove.

### Alimentazione
L'alimentazione del bradipo è a base di frutta e verdura e la temperatura ambientale ideale per lui è intorno ai 22 °C. Non beve acqua, che invece assume da frutta e verdura. L'estensione del territorio in cui si nutre varia a seconda del bradipo: nel caso dei bradipi didattili si arriva fino a 140 ettari, mentre nel bradipo tridattilo si arriva da 0,3 a 15 ettari. Inoltre, quest'ultimo si nutre solo di alcune foglie e alghe che crescono su di esso.

### Riproduzione
La vita tipicamente solitaria del bradipo rende gli incontri fra esemplari molto scarsi: le occasioni si limitano quasi esclusivamente agli spazi comuni dedicati alle urine e alle feci, visitati in media solo una volta alla settimana; in questi incontri i maschi valutano la disponibilità sessuale delle femmine e per far notare la loro presenza marcano i rami con secrezioni emesse dalle ghiandole anali.
Nonostante il periodo fertile duri tutto l'anno la riproduzione avviene solitamente fra i mesi di marzo e aprile.
L'accoppiamento ha luogo a terra e, successivamente, i maschi non svolgono alcun ruolo nella crescita dei piccoli.
Il periodo di gestazione è di sei mesi circa, conclusi i quali viene alla luce un solo bradipo, di 300-500 grammi circa. Per i sei mesi successivi, il piccolo non si separerà mai dalla madre, rimanendo saldamente aggrappato alla sua pelliccia, ma iniziando a cibarsi autonomamente da tale posizione già nel primo mese di vita.
A sei mesi circa dalla nascita, la madre lascia l'albero al piccolo, il quale eredita la sua parte di territorio che, se maschio, non abbandonerà più per il resto della vita.
La maturità sessuale sopraggiunge fra il terzo e il quarto anno di età.

## Distribuzione e habitat
Per molto tempo si è creduto che i bradipi vivessero unicamente sugli alberi di Cecropia, ma studi successivi hanno dimostrato che essi vivono su un centinaio di altre specie vegetali: questa impressione derivava dal fatto che le Cecropia sono molto comuni in Brasile e quindi i bradipi vi si trovano più spesso che in altri alberi.

## Tassonomia
La prima descrizione e tassonomizzazione scientifica è dovuta a Linneo che lo classifica tra i primati e gli dà il nome di Bradypus. Solo in seguito è stato riclassificato all'interno dell'ordine degli xenartri (o sdentati) assieme, ad esempio, a formichiere e armadillo.
Ci sono quattro specie di bradipo tridattilo:
- Bradipo pigmeo (Bradypus pygmaeus)
- Bradipo dal cappuccio (Bradypus torquatus)
- Bradipo tridattilo (Bradypus tridactylus)
- Bradipo variegato (Bradypus variegatus)